# Estádio Municipal Aluizio Ferreira
Estádio Municipal Aluizio Ferreira – stadion piłkarski w Porto Velho, Rondônia, Brazylia. Na którym swoje mecze rozgrywają kluby Genus Porto Velho, Clube de Futebol da Amazônia oraz Cruzeiro EC.